# ذخیره‌گاه طبیعی الشوف سدر
ذخیره‌گاه طبیعی الشوف سدر (انگلیسی: Al Shouf Cedar Nature Reserve) یک ذخیره‌گاه طبیعی در شهرستان شوف و شهرستان عالیه، لبنان است.
این منطقه که دارای ۵۵۰ کیلومتر مربع وسعت است بیشترین پوشش گیاهی آن سدر لبنانی است.

## نگارخانه

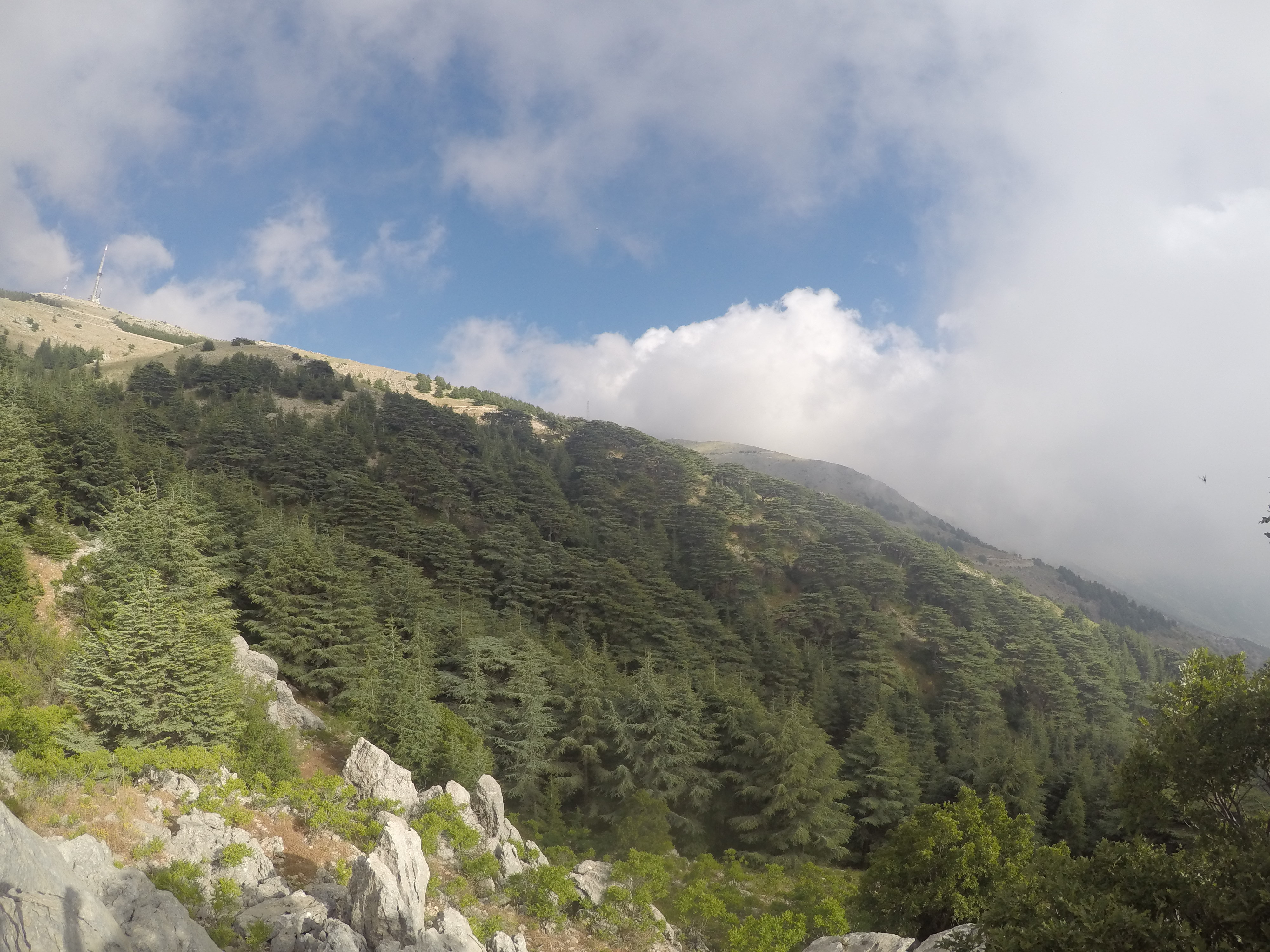
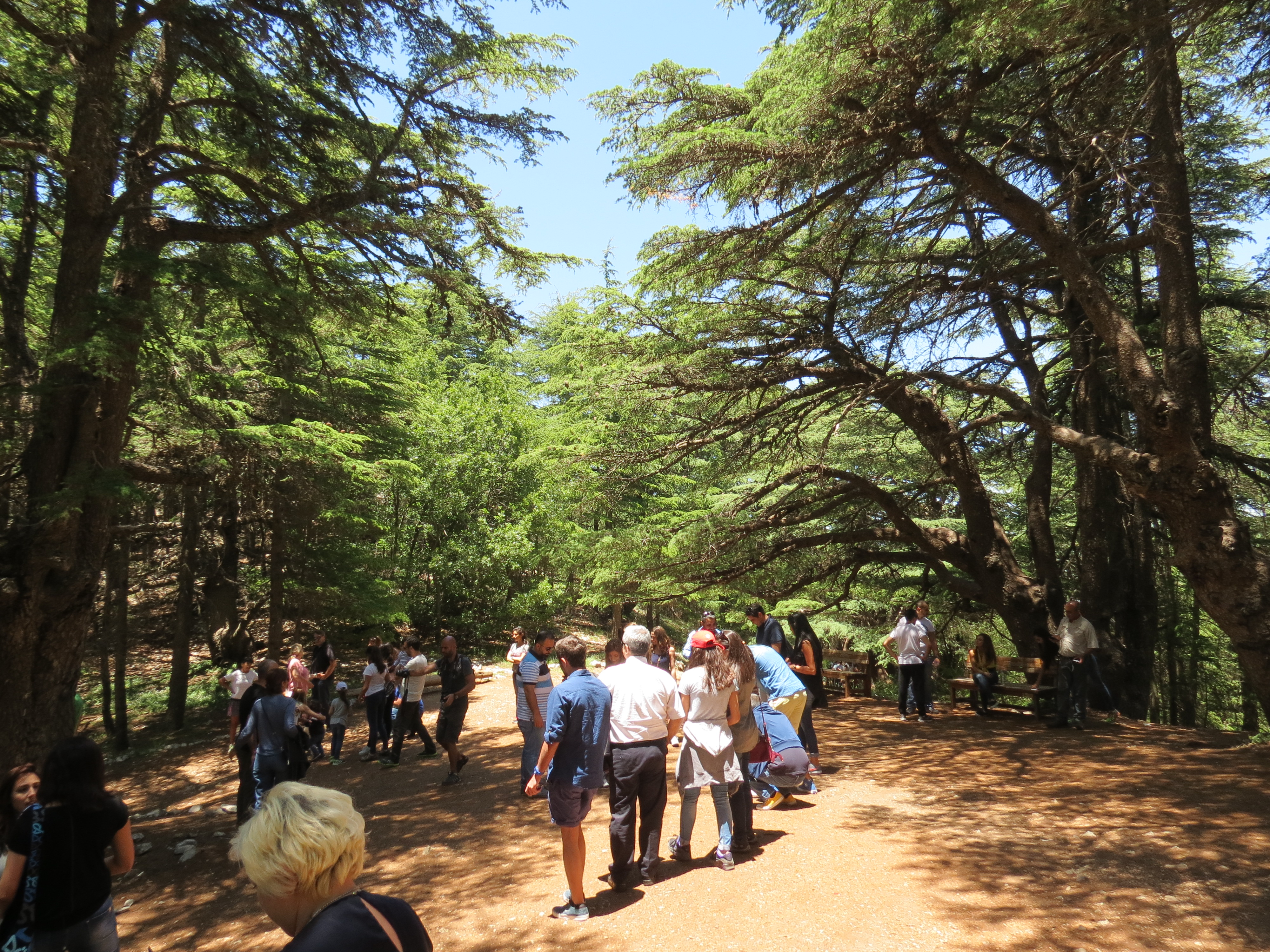
.
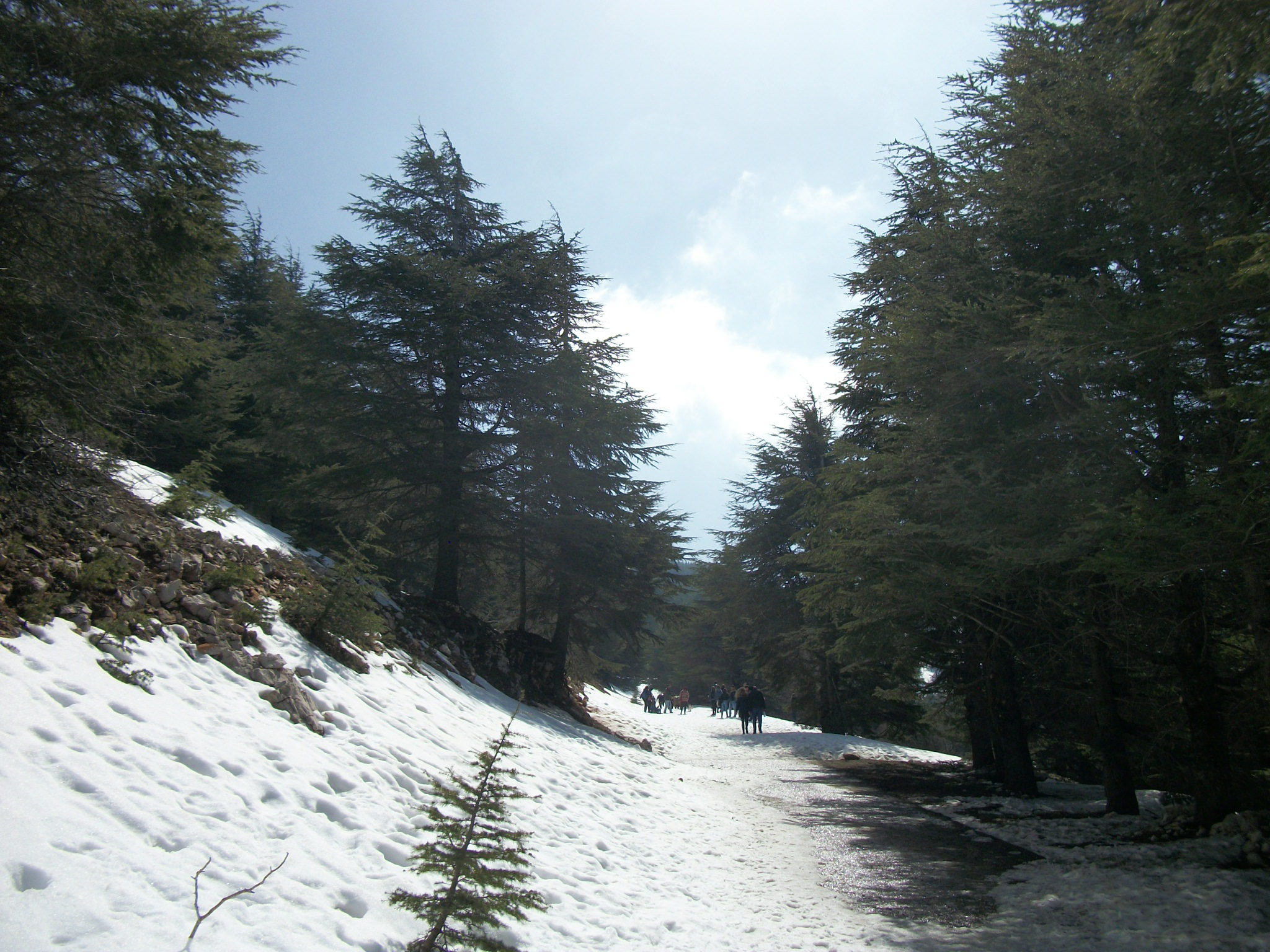
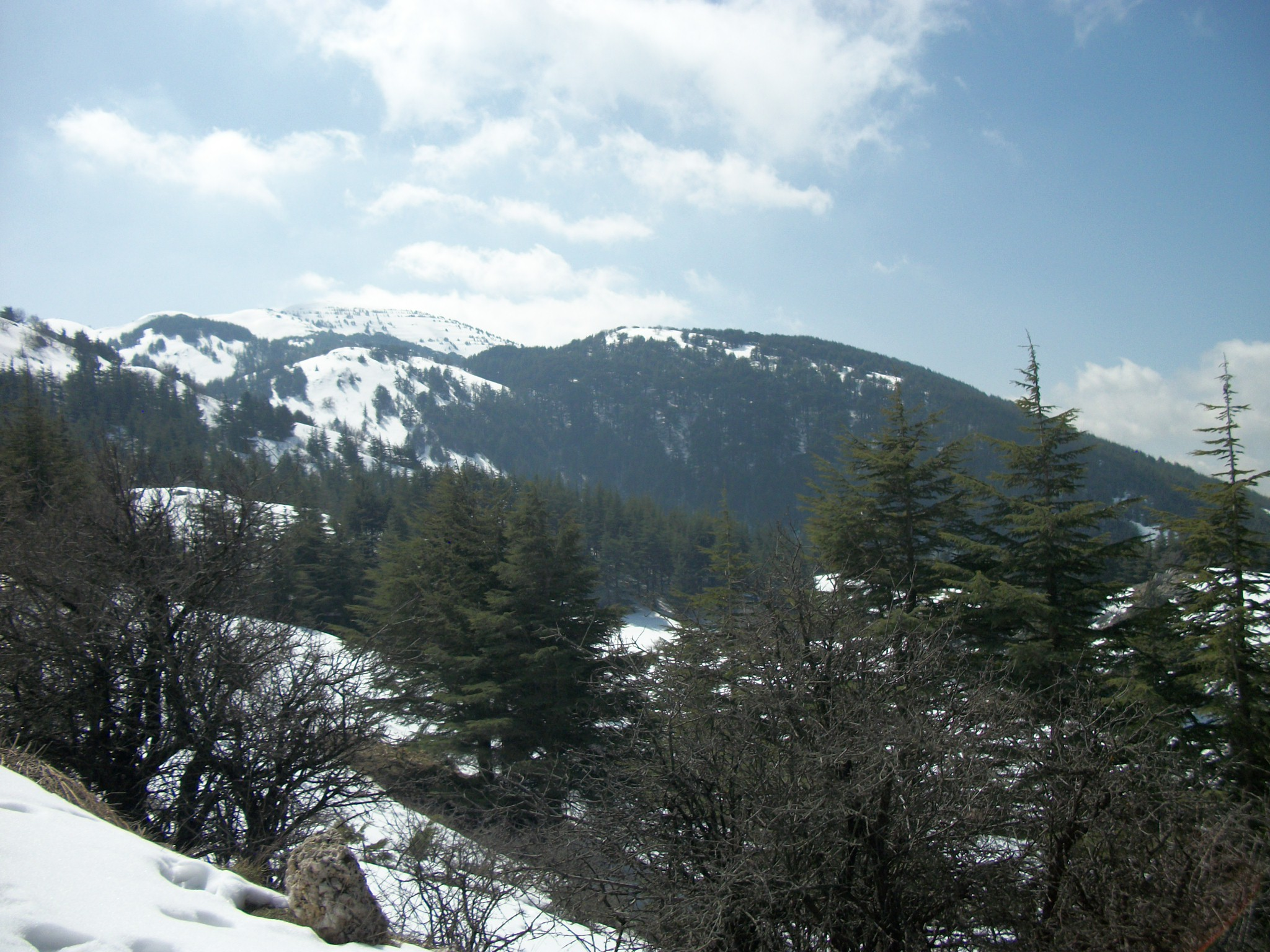
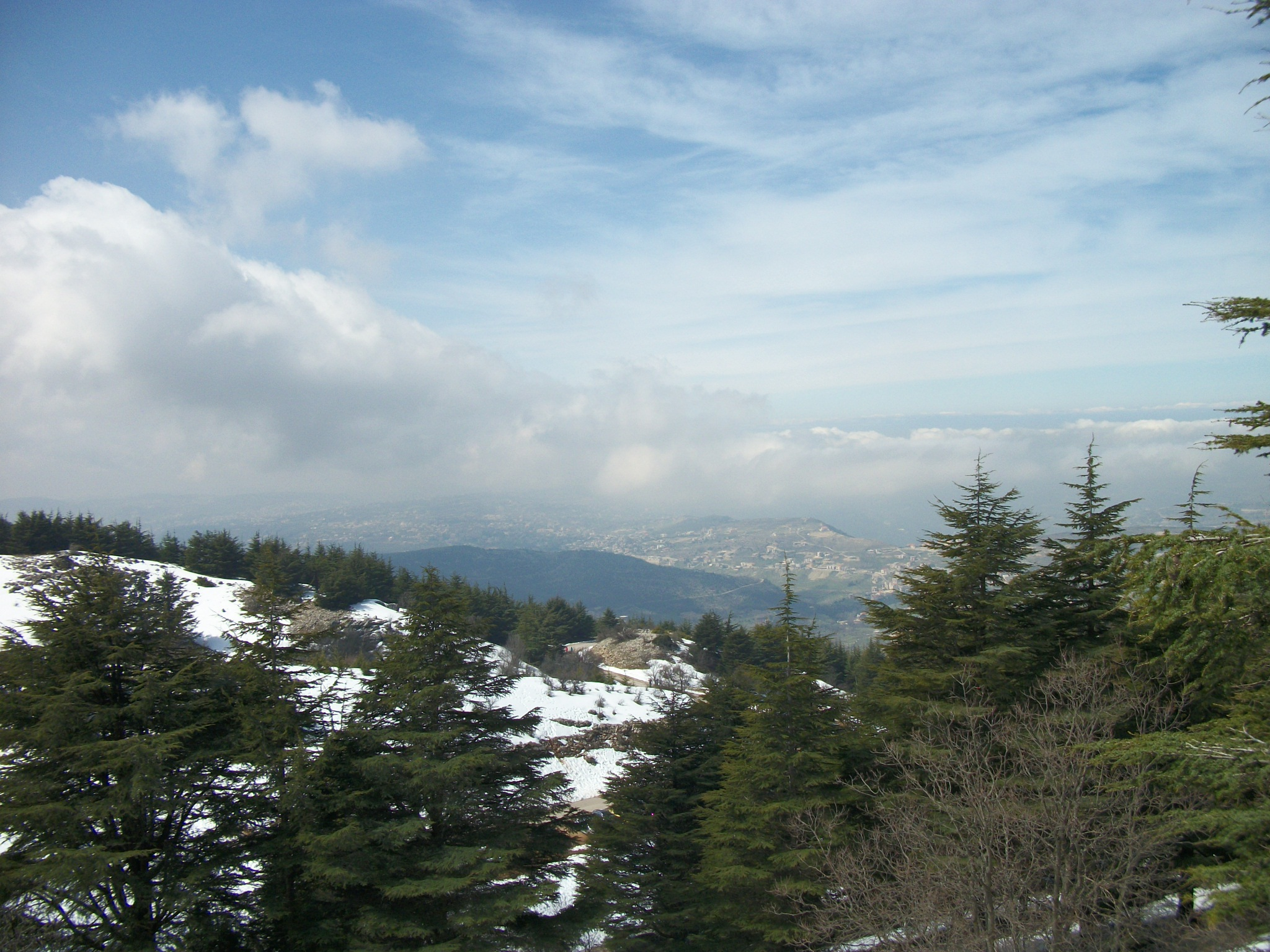
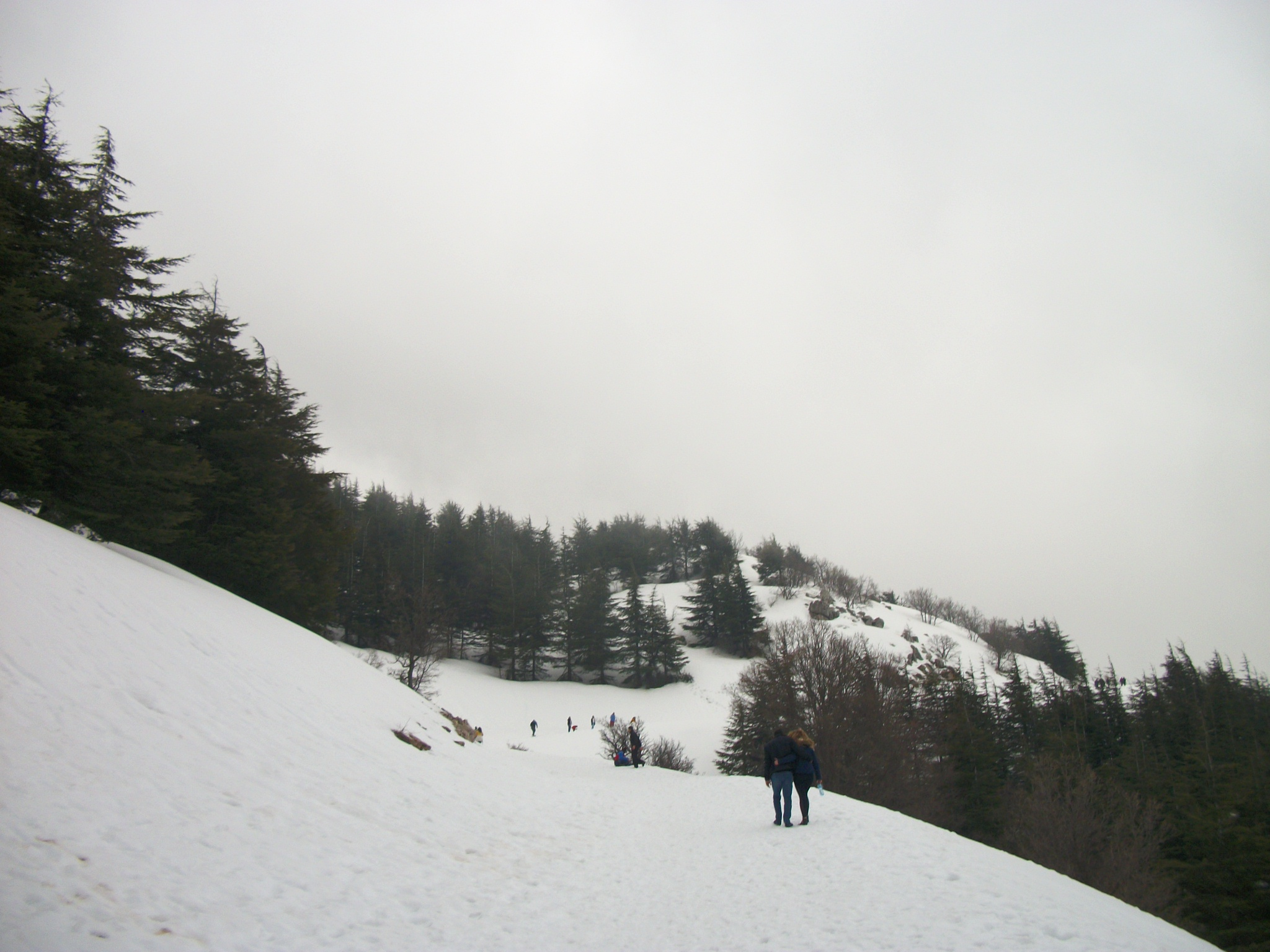
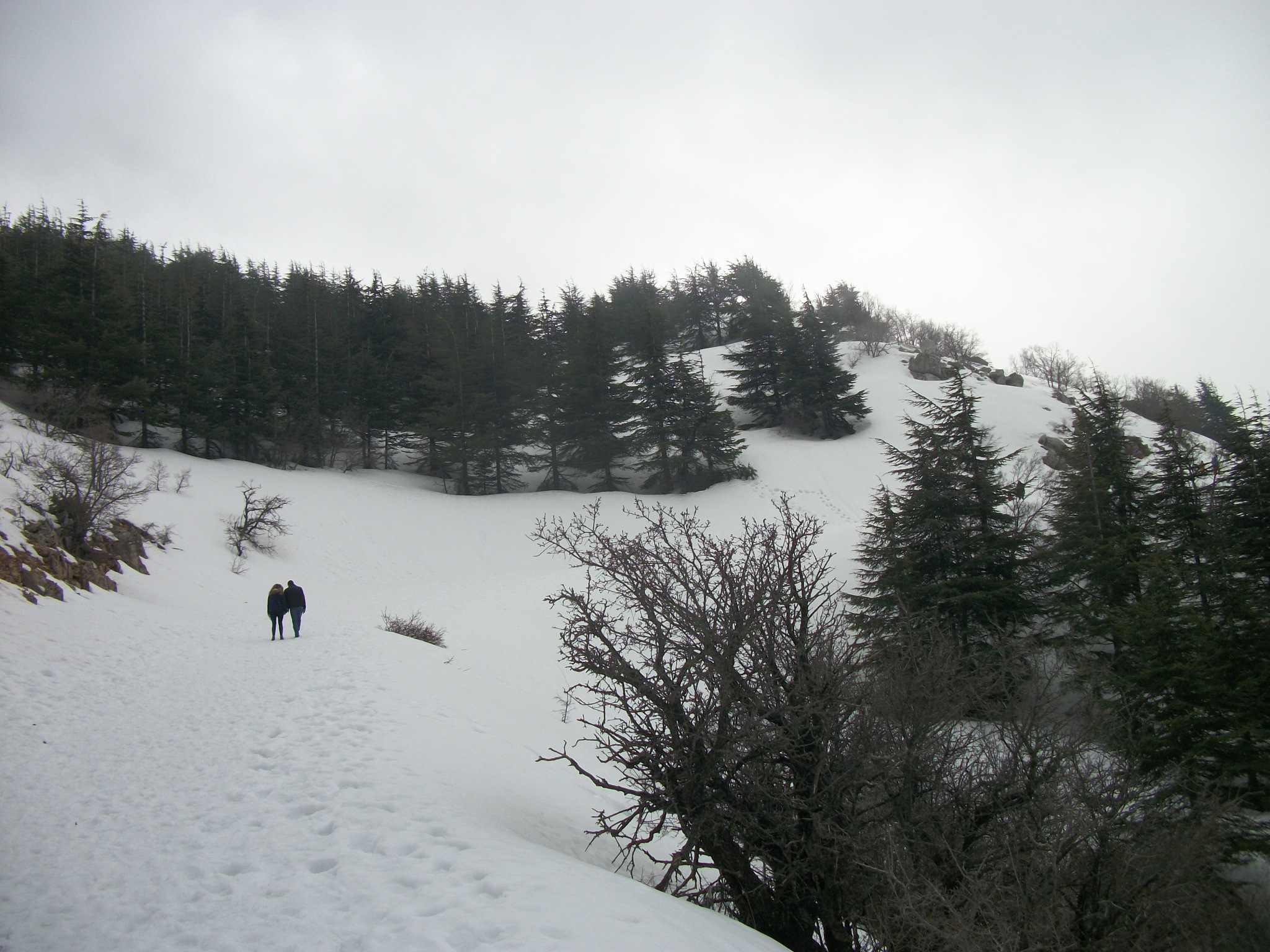